# Felino
Felino (en dialecte parmesan Flén ) est une commune italienne d'environ 8 500 habitants située dans la province de Parme dans la région Émilie-Romagne dans le nord de l'Italie.

## Monuments et patrimoine
Statue de cochon en hommage à l'animal qui est transformé en saucisson de Felino, jambon de Parme, coppa, etc ...

## Administration
| Période                                  | Période | Identité | Étiquette | Qualité |
| ---------------------------------------- | ------- | -------- | --------- | ------- |
|                                          |         |          |           |         |
| Les données manquantes sont à compléter. |         |          |           |         |

### Hameaux
Barbiano, Ca' Cotti, Ca' Gialla, Casale, Monticello, Parigi, Poggio, San Michele Gatti, San Michele Tiorre, Sant'Ilario Baganza, Soragnola

### Communes limitrophes
Calestano, Langhirano, Parme, Sala Baganza